# 富蘭克林峽谷 (加利福尼亞州)
福蘭克林峽谷（英語：Franklin Canyon）是位於美國加利福尼亞州康特拉科斯塔縣的一個非建制地區。該地的面積和人口皆未知。

## 地理
福蘭克林峽谷的座標為37°59′50″N 122°09′08″W / 37.99722°N 122.15222°W，而該地的平均海拔高度為107米（即350英尺）。